# Sawo (Campur Darat)
Sawo is een bestuurslaag in het regentschap Tulungagung van de provincie Oost-Java, Indonesië. Sawo telt 5330 inwoners (volkstelling 2010).